# AC 밀란
아소차치오네 칼초 밀란(Associazione Calcio Milan)은 밀라노를 연고지로 하는 이탈리아의 프로 축구 클럽이다. 흔히 AC 밀란(A.C. Milan 아치 밀란[*]) 또는 밀란으로 불린다. 밀란은 1899년 영국인 허버트 킬핀과 사업가 알프레드 에드워즈를 포함한 몇몇의 사람들이 창단하였다. 클럽은 대부분의 역사를 이탈리아의 최상위 축구 리그인 세리에 A와 함께 하였으며 하부 리그로서는 1980년대에 두 시즌 동안 세리에 B에서 뛴 것이 전부이다.
유벤투스 FC, FC 인테르나치오날레 밀라노와 함께 이탈리아를 대표하는 전통 명문 클럽으로 2009년 현재까지 세리에 A에서 18회 우승하여 이탈리아에서 유벤투스 FC 다음으로 많은 리그 우승 기록을 가지고 있고 인테르와 동률을 이루고 있다. 유러피언컵과 UEFA 챔피언스리그에서 7회 우승하여 레알 마드리드에 이어 두 번째로 많은 우승컵을 들었으며 UEFA 컵위너스컵에서 2회 우승하였다.
밀란의 홈 구장은 80,018명을 수용할 수 있는 규모의 스타디오 주세페 메아차이며 인테르나치오날레와 경기장을 함께 사용한다.

## 역사

### 창단과 초창기 (1899 ~ 1950)

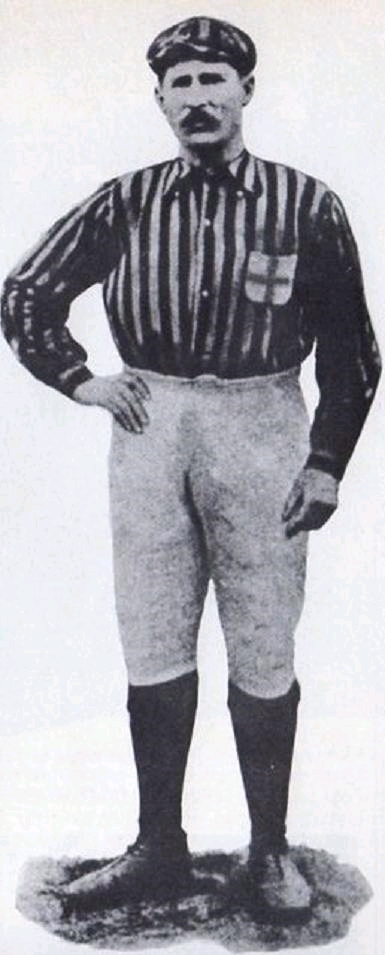
밀란의 창립자 중 한 명인 허버트 킬핀.

AC 밀란은 1899년 12월 16일 잉글랜드 노팅엄 출신의 허버트 킬핀과 알프레드 에드워즈에 의해 밀란 크리켓 풋볼 클럽이란 이름으로 창단되었다. 전 영국 부영사이자 밀라노 사교계에서 잘 알려진 에드워즈가 클럽의 첫 회장으로 선출되었다. 초기엔 크리켓 팀도 포함하고 있었는데, 에드워드 베라가 크리켓 팀의 감독을 맡았고, 데이비드 앨리슨이 축구 팀의 감독을 맡았다.
공식적인 팀 색깔은 빨간색과 검은색으로 정하였다. 허너트 킬핀의 인도 하에 팀은 빠르게 이름을 알려나갔다. 1900년 1월에 클럽의 첫 번째 트로피인 메다글리아 델 레(왕의 메달)을 획득하였고, 이후 1901년과 1906년, 1907년에 국내 리그에서 우승을 차지하였다. 1901년의 우승은 특히 제노아의 4연패를 막은 것으로 의미가 크다.
1908년에 밀란의 이탈리아 선수와 영국선수를 우대하는 국가차별 정책에 반대하는 일부 사람들이 독립하여 인테르나치오날레 밀라노를 창설하였다. 1916년, 밀란은 연방 컵에서 우승을 차지하였는데, 후에 이 대회는 이탈리아 리그로 대체되지만 제1차 세계 대전으로 인해 중단되었다. 이 컵은 이탈리아의 기록으로 전혀 인정되지 않았다.
1919년, 밀란 풋볼 클럽으로 이름을 변경하였지만, 1939년 파시즘에 의해 이탈리아어 이름인 아소차치오네 칼초 밀라노로 변경되었다. 이 이름은 제2차 세계 대전 후에 버려졌지만 팀이 계속 아소차치오네 칼초 밀라노로 불리었기 때문에 현재까지 공식 명칭으로 내려오고 있다.

### 황금기 (1950 ~ 1960)

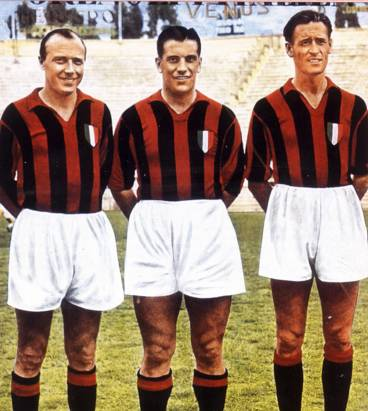
군나르 그렌, 군나르 노르달, 닐스 리드홀름

1950년대는 로소네리의 황금기였다. 전쟁 후, 밀란은 이탈리아의 3강 클럽 중 하나로 군림하였고, 1951년에는 스쿠데토를 차지하였는데, 이것은 1907년 이후 첫 리그 우승이었다. 이 시기에 그 유명한 그레노리가 활동하였는데, 스웨덴의 올림픽 우승을 이끈 군나르 그렌, 군나르 노르달, 닐스 리드홀름이 그 주인공들이다. 또한 로렌초 부폰, 체사레 말디니, 카를로 아노바치 등의 수준급 국내 선수들도 보유하고 있었다.
1951년과 1956년에 라틴 컵에서 우승을 차지하였고, 1954-55, 1956-57, 1958-59 시즌에 리그 우승을 차지하였다. 군나르 노르달은 5번의 최다 득점자로, 또 AC 밀란의 역대 최다 득점자로 이름을 날렸다. 1950년 2월 5일 유벤투스를 군나르 노르달이 해트트릭을 기록하며 7-1로 이긴 경기는 가장 널리 알려진 경기이다. 1954-55 시즌에는 제노아를 8-0으로 꺾은 또다른 역사적인 경기를 펼쳤다. 또한 1957-58 시즌 유러피언컵 결승전까지 진출하였으나 추가시간까지 가는 접전 끝에 레알 마드리드에게 3-2 패배를 당하였고, 레알 마드리드는 5연패를 달성하였다.

### 로코 시대와 국제적 성공 (1960 ~ 1970)
밀란은 1961-62 시즌에 리그 왕좌를 되찾았다. 당시 감독은 카테나치오 전술로 잘 알려진 네레오 로코였다. 또한 어린 선수인 지아니 리베라와 조제 알파티니를 보유하고 있었다. 이듬해에 알파티니의 골로 밀란은 벤피카를 2-1로 꺾고 첫 유러피언컵을 들어올렸다. 또한 이 우승은 이탈리아 클럽으로서는 최초의 유러피언컵 우승이라는 데 큰 의의가 있었다.
그럼에도 불구하고 1960년대에는 많은 우승을 거두지 못하였다. 가장 두드러진 이유는 헬레니오 헤레라가 이끄는 인테르의 힘이 가장 컸다. 1967-68 시즌에 마침내 또 한 번의 우승을 차지하는데, 이 시즌의 득점왕인 피에르노 프라티의 공이 컸다. UEFA 컵 위너스컵에서도 커트 햄린의 두 골에 힘입어 함부르크를 꺾고 우승을 차지하였다. 다음 시즌에 밀란은 아약스를 4-1로 꺾고 두 번째 유러피언컵 정상에 올랐다. 1969년에는 에스투디안테스 라 플라타를 꺾고 첫 번째 인터콘티넨털컵 우승을 차지하였다.

### 열번째 스쿠데토 그리고 강등 (1970 ~ 1982)
1970년대에도 밀란은 많은 트로피를 들어올렸다. 3번의 코파 이탈리아 우승과, 두 번째 UEFA 컵 위너스컵 우승을 차지하였다. 1972년 UEFA컵에서는 준결승전에서는 토트넘 홋스퍼에게 져 탈락하였다. 그러나 밀란의 진짜 목표는 별이 주어지는 10번째 리그 우승이었다. 1972-73 시즌은 리그 우승을 위한 가장 절호의 기회였지만 헬라스 베로나에게 굴욕적인 패배를 당해 우승을 놓쳤다. 밀란은 1977-78 시즌까지 우승을 차지하지 못하다가 1978-79년에 마침내 우승을 차지하였다. 이 우승 후에 지아니 리베라가 은퇴를 선언하였다.
그러나 최악의 상황이 밀란에게 다가왔다. 승부조작 스캔들에 연루되어 1979-80 시즌이 끝나고 밀란이 축구 연맹에 의해 라치오와 함께 세리에 B로 강등된 것이다. 1980-81 시즌에 밀란은 세리에 B에서 우승을 차지할 수 있었고, 세리에 A로 돌아왔지만 1981-82 시즌에 다시 한번 강등을 당하는 수모를 겪어야 했다.

### 제2의 황금기 (1982 ~ 1996)
저조한 성적 등으로 여러 가지 재정적인 어려움을 겪은 후, 1986년 2월 20일, 밀란의 기업가 실비오 베를루스코니가 밀란을 인수하였다. 베를루스코니는 떠오르는 감독 아리고 사키와 네덜란드 출신의 마르코 판 바스턴과 프랑크 레이카르트, 뤼트 휠릿을 영입하였고, 곧 영광의 시간으로 되돌아갔다. 그는 또한 이탈리아 스타 로베르토 도나디니와 카를로 안첼로티, 조반니 갈리를 영입하였다.
사키는 1987-88 시즌 디에고 마라도나의 나폴리를 제치고 우승을 차지하였다. 1988-89 시즌에 밀란은 스테아우아 부쿠레슈티를 4-0으로 꺾고 세 번째 유러피언컵 정상에 올랐다. 그리고 나시오날 데 메데인을 1-0으로 꺾고 두 번째 인터콘티넨털컵 우승을 차지하였다. 팀은 다음 시즌에도 벤피카를 꺾고 유러피언컵에, 올림피아 아순시온을 꺾고 인터콘티넨털컵에서 우승을 차지하였다. 유러피언컵 우승 당시 라인업은 조반니 갈리, 마우로 타소티, 알레산드로 코스타쿠르타, 브랑코 바레시, 파올로 말디니, 앙헬로 콜롬보, 프랑크 레이카르트, 카를로 안첼로티, 로베르토 도나디니, 뤼트 휠릿, 마르코 판 바스턴이었다.
사키가 이탈리아 국가대표 감독을 맡기 위해 밀란을 떠나면서 파비오 카펠로가 뒤를 이어받았다. 카펠로의 지휘 하에 밀란은 계속 성공적인 성과를 거두었고, 무적이라는 별명을 얻게 되었다. 전례 없는 58경기 연속 무패 행진을 기록한 인비시빌리의 구성원들은 프란코 바레시, 알레산드로 코스타쿠르타, 파올로 말디니, 마르셀 드사이, 로베르토 도나도니, 데얀 사비세비치, 즈보니미르 보반, 다니엘레 마사로 등이 있다.
1991-92 시즌부터 1993-94 시즌까지의 3연패를 기록하였고, 또한 3회 연속 챔피언스리그 결승전에 진출하였다. 1992-93 시즌에는 올랭피크 드 마르세유에게 패배하였고, 1993-94 시즌에는 바르셀로나에게 4-0 승리를 거두어 우승하였다. 1994-95 시즌에는 아약스에게 패배하였다. 그리고 1995-96 시즌에 로베르토 바조, 마르코 시모네, 조지 웨아와 같은 세계적인 선수들에 힘입어 15번째 리그 우승을 차지하였다.

### 타바레스부터 테림까지 (1996 ~ 2002)
1996년 카펠로가 팀을 떠난 이후, 밀란은 오스카 타바레스를 감독으로 선임하였으나 그의 체제 아래 매우 적은 승리를 거두었다. 이전의 영광을 되찾기 위한 시도로 타바레스 대신 사키가 다시 부임하였다. 그러나 팀은 많은 패배를 당하였고, 유벤투스에게 홈에서 1-6으로 패배한 굴욕적인 경기도 있었다. 밀란은 이브라힘 바, 크리스토프 뒤가리, 엣하르 다비츠와 같은 선수들을 영입하였다. 밀란은 노력을 거듭했지만 1996-97 시즌에는 충격적으로 11위에 올랐다.
그 다음 시즌에 사키를 대신하여 카펠로가 복귀하였다. 카펠로는 크리스티안 지게, 파트릭 클라위버르트, 예스퍼 블롬키스트, 레오나르두와 같은 잠재성이 있는 선수들과 계약하였다. 그러나 결과는 이전 시즌보다 좋지 않았다. 이 시즌에 밀란은 10위에 올랐다. 이 결과는 받아들이기 힘들었고, 카펠로 또한 사키와 같이 해고당하였다.
새로운 감독으로 우디네세를 3위로 올려놓은 알베르토 차케로니가 부임하였다. 차케로니는 우디네세에서 그의 제자인 올리버 비어호프, 토마스 헬베그를 영입하였고, 로베르토 아얄라, 루이지 살라, 굴리 등을 새로 영입하여 3-4-3 전술을 사용하였다. 차케로니는 밀란의 16번째 우승 트로피를 가져왔다.
전 시즌의 성공에도 불구하고, 차케로니는 밀란을 더 좋은 팀으로 만드는 데 실패하였다. 우크라이나의 특급 선수 안드리 셰우첸코의 등장에도 불구하고 팬들은 챔피언스리그와 세리에 A에서 보여준 모습들에 대해 실망하였다. 밀란은 챔피언스리그 조별 예선 6경기 중 1승 3무 2패로 일찍이 탈락하였고, 1999-00 시즌을 3위로 마감하였다. 밀란은 1, 2위를 나누어가진 라치오와 유벤투스에게 도저히 대항 할 수 없었다.
2000-01 시즌에, 밀란은 챔피언스리그 예선전에서 디나모 자그레브를 1, 2차전 합계 6-1로 이기면서 본선에 진출하였다. 밀란은 베식타시, 바르셀로나 등을 꺾으며 좋은 모습을 보였다. 그러나 밀란의 경기력이 심각하게 안좋아져 상대적으로 약한 많은 팀들과의 경기에서 무승부를 기록하였고, 세리에 A에서는 유벤투스에게 3-0으로 패배하였고, 챔피언스리그에서는 리즈 유나이티드에게 1-0으로 지는 결과를 낳았다. 2차 조별 예선에서는 단 1승을 얻고 4무를 기록하였다. 데포르티보 라코루냐에게 패배한 후 차케로니는 해고되었다. 주장 파올로 말디니의 아버지 체사레 말디니가 지휘봉을 잡았고, 즉시 호조를 낳았다. 말디니의 공식 데뷔 경기에서 바리를 4-0으로 꺾었다. 또한 지역 라이벌 인테르나치오날레를 6-0으로 잡는 놀라운 결과를 보여주었다. 그러나 이 절정의 경기력이 얼마지나지 않아 곧 패배로 이어지기 시작하였다. 이러한 결과에도 불구하고, 밀란의 보드진들은 팀이 시즌이 끝날 때에는 4위 안에 들어 챔피언스리그에 진출 할 수 있을 것이라 생각하였다. 그러나 말디니는 실패하였고, 6위에 올랐다.
2001-02 시즌의 시작에 앞서 밀란은 데포르티보 알라베스를 UEFA컵 결승전까지 이끈 하비 모레노와 코스민 콘트라과 카하 칼라제, 후이 코스타, 필리포 인차기, 마르틴 라우르센, 욘 달 토마손, 위미트 다발라 등을 영입하였다. 그리고 파티흐 테림이 새로운 감독으로 내정되었다. 그러나 5개월 후 밀란은 5위에도 못미치는 순위표에 올랐고, 테림은 보드진의 기대치를 충족시키지 못해 경질당하였다. 프란코 바레시가 새로운 감독으로 부임한다는 루머도 있었으나 카를로 안첼로티가 새로운 감독으로 부임하였다. 수비의 핵 파올로 말디니의 부상에도 불구하고 안첼로티는 2001-02 시즌을 4위로 마쳤고, 챔피언스리그 진출권을 따내었다.

### 안첼로티 시대와 카카의 등장 (2002 ~ 2010)
밀란은 2002-03 챔피언스리그에서 우승을 차지하였다. 잉글랜드 맨체스터에서 열린 결승전까지 밀란은 4강에서 지역 라이벌 인테르를 꺾었고, 결승전에서는 또 다른 이탈리아의 라이벌 유벤투스를 승부차기 끝에 꺾었다. 이 시즌에 밀란은 리그에서 3위에 올랐다. 또한 코파 이탈리아와 UEFA 슈퍼컵을 따내었다.

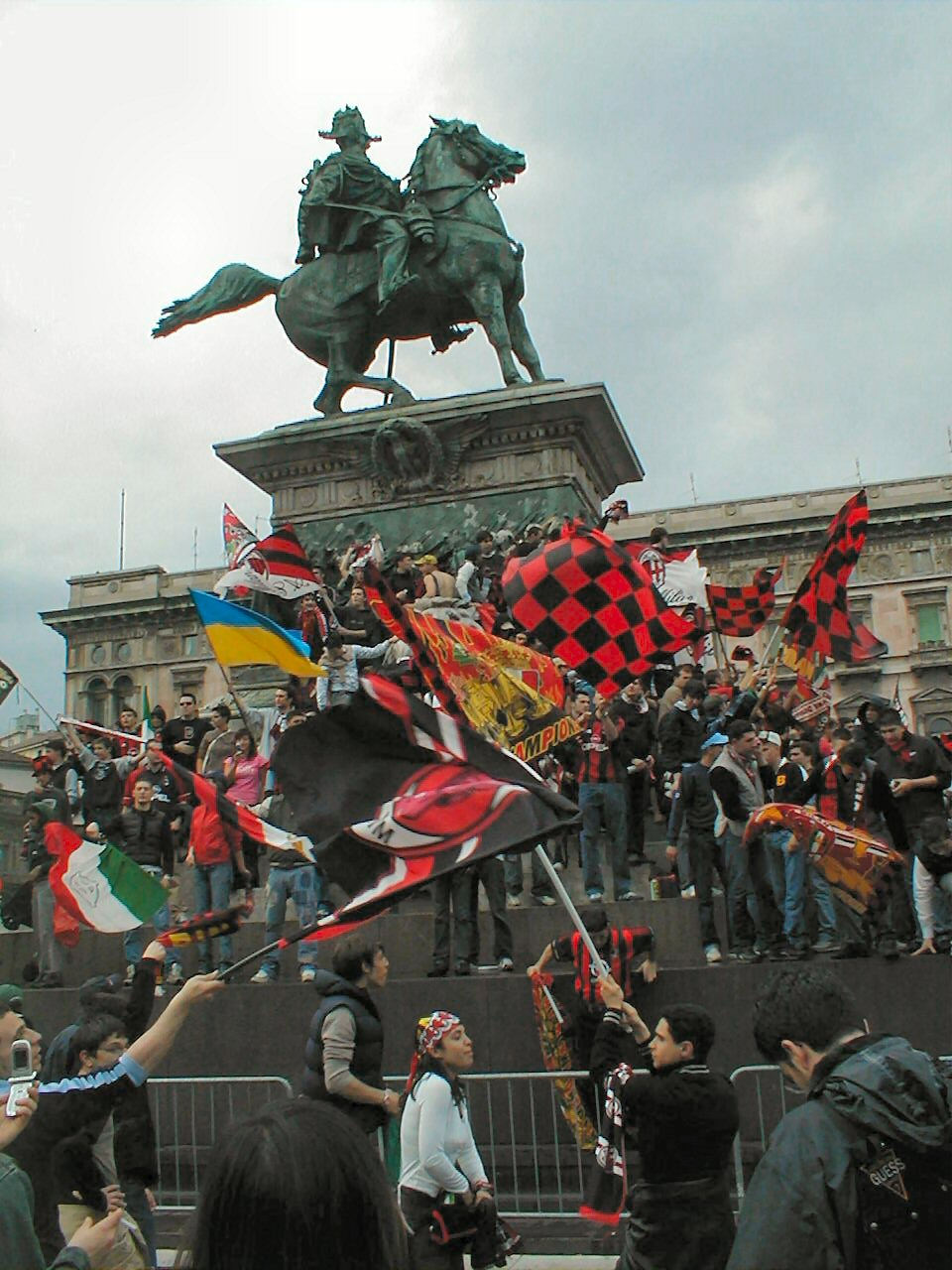
밀라노 대성당 광장 앞에서 17번째 우승을 자축하는 밀란의 팬들.

2003-04 시즌, 밀란은 거의 5년 동안 따지 못한 스쿠데토를 따는데 초점을 맞추었다. 셰우첸코를 공격의 선봉에, 카카를 플레이메이커에 두고, 수비에 네스타와 말디니를 두었다. 밀란의 시즌은 챔피언스리그 8강 1차전 홈 경기에서 데포르티보를 4-1로 이기고 2차전에서 0-4로 패배한 것과 같이 완벽하지 않았다. 그럼에도 불구하고, 리그 우승을 차지함으로써 선수단은 성공적이고 멋진 플레이를 보여 줄 수 있다는 것을 증명하였다.
2004-05 챔피언스리그 4강에서 밀란은 마시모 암브로시니의 경기 막판 엄청난 골로 PSV를 꺾고 결승전에 진출하였다. 그러나 결승전은 엄청난 절망으로 막을 내렸다. 밀란은 리버풀과의 결승전에서 전반전에만 3골을 몰아치며 3-0으로 앞서나갔다. 그러나 후반 54분 터진 스티븐 제라드의 골을 시작으로 6분 만에 3골을 헌납하였다. 3-3 무승부 상황에서 펼쳐진 승부차기에서 밀란은 패배하였다. 이것은 이스탄불의 악몽이 되었고, 리버풀의 입장에선 이스탄불의 기적이되었다. 밀란은 리그에서 2위를 차지하였고, 수페르코파 우승 트로피를 들어올렸다.
2005-06 시즌 밀란은 리그 최다 승인 28승을 거두었다. 그러나 단 1패만을 기록하며 1위에 오른 유벤투스의 91승점을 따라잡기에는 역부족이었다. 그러나 모든 것이 이탈리아를 휩쓴 축구 스캔들로 인해 무효가 되었다. 밀란은 44점을 감점당했다. 또한 2006-07 시즌을 -15점인 상태로 시작하게 되었다. 후에 승점 감점이 줄어들어 30점 감점과 다음 시즌 -8점인 상태로 시작하는 것으로 결정되었다. 이 결과 밀란은 챔피언스리그 2006-07 시즌에 진출할 수 있게 되었다.
밀란은 그 다음 시즌을 -8점인 상태로 시작하였다. 시즌 중반까지 밀란은 중위권에 머무는 모습을 보여주었다. 겨울 이적 시장에서 마시모 오도와 호나우두 등을 영입하여 새로운 힘을 불어넣었다. 시즌이 끝나고 밀란은 4위에 오를 수 있었고, 2007-08 챔피언스리그에 진출하였다. 세리에 A에서의 평범한 성적과는 정반대로 2006-07 시즌은 챔피언스리그 우승으로 최고의 시즌으로 기억되었다. 축구 스캔들로 2위에서 3위로 내려앉아 예선전부터 시작한 밀란은 레드 스타 베오그라드를 꺾고 본선에 진출하였다. 이후 조별 예선을 1위로 통과하고, 16강에서 셀틱을 1-0으로, 바이에른 뮌헨을 4-2로, 4강에서 맨체스터 유나이티드를 5-3으로 꺾고 결승에 진출하였고, 결승전에서 리버풀을 2-1로 꺾으며 우승을 차지하였다. 또한 리버풀을 꺾음으로서 2005년 일어난 이스탄불의 악몽을 앙갚음 할 수 있었다.
챔피언스리그에서의 우승과 함께 밀란은 UEFA 슈퍼컵에서도 세비야를 꺾고 우승을 차지하였다. 또한 챔피언스리그 우승으로 2007년 FIFA 클럽 월드컵에 참가할 수 있는 자격이 주어졌다. 밀란은 이 대회를 우승하여 18번째 국제 대회 트로피를 들었다. 아이러니하게도 결승전에서 만난 보카 주니어스 또한 18번째 국제 대회 트로피를 노리고 있었다. 그러나 이 두개의 트로피로 밀란은 2007-08 시즌의 실망을 위안삼을 수 밖에 없었다. 밀란은 호나우두가 부상으로 빠지는 등의 악재로 리그에서 안좋은 출발을 시작하였다. 시즌 중반까지 밀란은 중위권에 머물렀고, 알레샨드리 파투의 영입이 그나마 빛을 보았다. 그러나 결국 밀란은 피오렌티나에게 4위 자리를 내주며 5위에 올랐고, 2001-02 시즌 이후 처음으로 챔피언스리그 진출에 실패하였다.
챔피언스리그 진출권을 놓친 밀란은 UEFA컵에 참가하게 되었고, 시즌 시작에 앞서 호나우지뉴, 안드리 셰우첸코, 잔루카 참브로타, 마르코 보리엘로, 마티유 플라미니 등을 영입하였다. 1월 이적 시장 때 로스앤젤레스 갤럭시에서 세계적인 스타인 데이비드 베컴을 임대 영입하였다. 시즌 초반 연속 두 경기를 패배하며 출발은 안좋았지만 결과는 3위를 차지하였다. UEFA컵에서는 조별 예선을 통과하였지만 32강에서 베르더 브레멘에게 패배하고 말았다. 2008-09 시즌이 끝난 후 25년 동안 밀란에서만 뛴 파올로 말디니가 은퇴하였다.
밀란은 2009-2010 시즌 초반 1승 4무 3패로 좋지않은 출발을 보였지만 그 뒤부터는 다시 안정화되기 시작했다. 그러나 챔피언스리그 16강전에서 맨체스터 유나이티드에게 합계 2-7로 대패하며 탈락했으며, 리그에서도 FC 인테르나치오날레 밀라노와, AS 로마에게 밀리면서 이 시즌을 3위로 마감하였다. 또한 이 시즌에 FC 인테르나치오날레 밀라노가 18번째로 리그를 우승하면서 역대 우승횟수도 2번째에서 3번째로 밀리게 되었다.

### 7년만에 정상 탈환 (2010 ~ 2012)
2009-10 시즌이 끝난 후 밀란은 2010년 여름 마시밀리아노 알레그리를 팀의 새 감독으로 임명한다. 알레그리 감독은 여름 이적시장에서 즐라탄 이브라히모비치와 호비뉴를 영입했고, 겨울 이적시장에는 마르크 판 보멀과 안토니오 카사노를 영입했다. 2010-11 시즌 밀란은 US 레체와의 개막전 경기에서 전반 29분만에 3골을 퍼부을정도로 패기넘치는 경기력을 선보였고, 결과는 4-0으로 대승을 거두면서 시즌을 좋게 시작하였다. UEFA 챔피언스리그 16강전에서 밀란은 역사상 처음으로 챔피언스리그에 진출한 토트넘 홋스퍼 FC에게 탈락하는 굴욕을 당했지만, 리그 경기에선 경기 내내 압도적인 모습을 보여주었다. 특히 2006년부터 지난 시즌까지 5연속 리그 우승을 차지했던 FC 인테르나치오날레 밀라노와의 더비 경기에서도 2경기 모두 승리를 챙겼고, 2003-04시즌 이후 7년만에 18번째 리그 우승을 차지하면서 인테르를 2위로 밀어내며 리그 5연속 우승행진까지 마감시켰다. 뿐만 아니라 수페르코파 이탈리아에서도 인테르를 만나 2-1로 승리를 거둬 우승하였고, 리그 우승 횟수도 인테르와 다시 동률이 되었다.
2011-12 시즌에는 공격수 즐라탄 이브라히모비치가 득점왕을 차지했고, 24번의 최다 승리와, 최다 득점 74득점을 기록하였다. 그러나 1위 유벤투스 FC의 막강한 기세로 인해 아쉽게 준우승에 그쳤다.

### 다시 시작된 부진 (2012 ~ 현재)
2011-12 시즌이 끝난 후, 나이가 많은 몇몇 선수들은 밀란을 떠났다. 주전 선수들이었던 즐라탄 이브라히모비치와 치아구 시우바가 파리 생제르맹 FC로 이적했고, 젠나로 가투소는 스위스의 FC 시옹으로 이적했다. 그리고 2001년부터 활약했던 필리포 인자기는 현역 은퇴를 선언하여 밀란의 U-17팀 감독직을 맡게 되었다. 이러한 여파로 밀란은 2012-13 시즌 전반기에 부진한 모습을 보였다. 개막전부터 홈에서 UC 삼프도리아에게 0-1로 패배하였고, 전반기 내내 중하위권을 맴돌았으나, 후반기는 완전히 다른 모습을 보여주었다. 겨울 이적시장에서 영입한 마리오 발로텔리의 맹활약으로 인해 순위를 다시 상위권으로 끌어올렸고, 후반기 내내 단 1번밖에 패배하지 않았다. 2013년 5월 20일 리그 최종전이었던 시에나와의 원정 경기에서 선제골을 허용하여 UEFA 챔피언스리그 진출권을 따내지 못할 위기에 처했으나 후반 39분, 42분에 역전골을 넣어 승리하여 시즌을 3위로 마감하면서 극적으로 챔피언스리그 플레이오프에 진출할 수 있게 되었다.
밀란은 2013-14 시즌에도 선수단을 전체적으로 개편하였다. 팀의 주장을 맡았던 마시모 암브로시니가 ACF 피오렌티나로 팀을 떠났고, 어린 공격수 안드레아 페타냐는 꾸준한 선발 출전을 위해 UC 삼프도리아로 임대이적했다. 제노아 CFC와 공동으로 지분을 소유하고 있던 케빈 콘스탄트를 완전 영입하였고, 그 밖에도 FC 인테르나치오날레 밀라노에서 마티아스 실베스트레를 1시즌 임대 영입하였으며 유벤투스 FC에서 알레산드로 마트리를 영입했다. 그리고 과거 AC 밀란의 주전으로 활약했던 카카도 이적료 없이 재영입하는데 성공한다. 그러나 밀란은 지난 시즌처럼 시즌 전반을 위태롭게 시작했다. 새로 영입된 선수들이 좋은 활약을 보여주지 못하면서 2013년 12월까지 단 4번 밖에 승리를 챙기지 못했고, 이로 인해 알레그리 감독의 경질설까지 나오기 시작했다. 성적 부진에 구단주 실비로 베를루스코니가 각종 성범죄, 정치 비리, 부정 부패 등으로 많은 의혹들을 사고, 팀의 선수 영입을 책임지던 아드리아노 갈리아니 부회장마저 성적 부진으로 팀을 떠난다고 선언하는 등 악재가 겹쳐 팀의 분위기가 뒤숭숭해지기 시작했다. 갈리아니는 다시 잔류하겠다는 뜻을 보였지만 분위기는 여전히 어수선했다. 2014년 1월 14일 알레그리 감독은 결국 팀에서 경질됐고, 과거 팀의 레전드로 활약했던 클라렌서 세이도르프가 감독으로 임명되었다. 세이도르프는 유로파리그 진출을 목표로 잡으면서 겨울 이적 시장 기간 동안 아딜 라미, 아델 타랍, 혼다 케이스케 등을 영입하면서 분위기 반전을 노렸지만 소용없었다. 라이벌 유벤투스 FC에게 홈에서 0-2로 패배했고, 아틀레티코 마드리드와의 챔피언스리그 16강전에서도 홈, 원정 두 경기 모두 패하면서 탈락했다. 28라운드 경기부터 5연승을 거둔것을 시작으로, 인테르와의 더비 경기에서도 1-0으로 승리를 챙기는 등 조금씩 순위를 끌어올리며 상승세를 타는 듯 했으나 파르마 FC와 토리노에게 밀리면서 16승 9무 13패로 8위에 머물렀다. 밀란의 두자릿수 패배를 기록한것은 2007-08 시즌의 10패 이후 6년 만이고, 1997-98시즌(10위)이후 16년만에 유럽 대항전 진출도 실패했다. 이것을 이유로 세이도르프는 남은 계약기간 2년 6개월을 이행하지 못한 채 5개월 만에 경질되었고 후임 감독으로 AC 밀란의 유소년 팀 감독직을 맡고 있던 필리포 인차기가 선임되었다. 그 뒤 자코모 보나벤투라, 제레미 메네즈, 혼다 게이스케를 앞세운 빠른 공격라인으로 시즌 초반 맹렬한 기세를 보였으나, 점점 깊어지는 기복과 전술적 부족, 그리고 인자기 감독의 선수단 장악력 부족으로 20팀 개편이후 최악의 성적인 10위, 최저 승점, 최저득점을 기록하였다. 그 이후 인자기 감독을 경질하고 전 삼프도리아의 사령탑인 시니사 미하일로비치를 선임하였다. 콜롬비아 특급 카를로스 바카, 그리고 알레시오 로마뇰리를 2500만 유로에 영입하였다. 루이스 아드리아누, 호세 마우리 등을 영입하며 반전을 꾀하였다. 시즌 도중에는 16세 특급 골키퍼 지안루이지 돈나룸마의 혜성같은 등장과 리그 6위권에 안착하며 유로파리그를 노렸으나, 뒷심 부족으로 미하일로비치는 경질되고, 남은 시즌을 크리스티안 브로키가 지휘하게 되었다. 또한 사수올로 칼초에 밀려 리그 7위로 시즌을 마쳤다. 코파 이탈리아에서는 유벤투스FC에 패하여 준우승에 머물렀다. 시즌 종료 후, 삼프도리아를 지휘하던 젊은 감독 빈센초 몬텔라를 선임하였다. 그는 빅영입 없이 알짜베기 영입을 하고, 지안루이지 돈나룸마, 마누엘 로카텔리, 수소 페르난데스, 음바예 니앙 등의 젊은 피를 앞세워 리그에서 선전중이다.

## 선수
참고: FIFA 자격 규정에 따라 소속된 국가대표팀 국기를 표시합니다. 선수는 복수의 FIFA 비회원국 국적을 가지고 있을 수 있습니다.
| 번호 | 포지션 | 국적     | 이름                     |
| ---- | ------ | -------- | ------------------------ |
| 2    | DF     |          | 다비데 칼라브리아 (주장) |
| 4    | MF     | 알제리   | 이스마엘 벤나세르        |
| 7    | FW     |          | 알바로 모라타            |
| 8    | MF     | 잉글랜드 | 루빈 로프터스치크        |
| 9    | FW     | 세르비아 | 루카 요비치              |
| 10   | FW     | 포르투갈 | 하파엘 레앙              |
| 11   | MF     |          | 크리스천 풀리식          |
| 14   | MF     |          | 티자니 라인더르스        |
| 16   | GK     |          | 마이크 메냥              |
| 17   | FW     |          | 노아 오카포르            |
| 18   | MF     |          | 케빈 체롤리              |
| 19   | DF     |          | 테오 에르난데스 (부주장) |
| 20   | DF     |          | 알렉스 히메네스          |

| 번호 | 포지션 | 국적       | 이름                            |
| ---- | ------ | ---------- | ------------------------------- |
| 21   | FW     | 나이지리아 | 새뮤얼 추쿠에제                 |
| 22   | DF     |            | 이메르송 로얄                   |
| 23   | DF     | 잉글랜드   | 피카요 토모리                   |
| 24   | DF     |            | 알레산드로 플로렌치             |
| 28   | DF     |            | 말릭 티아우                     |
| 29   | MF     |            | 유수프 포파나                   |
| 31   | DF     | 세르비아   | 스트라히냐 파블로비치           |
| 38   | DF     |            | 필리포 테라치아노               |
| 46   | DF     |            | 마테오 가비아                   |
| 57   | GK     |            | 마르코 스포르티엘로             |
| 80   | MF     |            | 유누스 무사                     |
| 90   | FW     | 잉글랜드   | 태미 에이브러햄 (로마에서 임대) |
| 96   | GK     |            | 로렌초 토리아니                 |

### 임대 선수 명단
참고: FIFA 자격 규정에 따라 소속된 국가대표팀 국기를 표시합니다. 선수는 복수의 FIFA 비회원국 국적을 가지고 있을 수 있습니다.
| 번호 | 포지션 | 국적     | 이름                               |
| ---- | ------ | -------- | ---------------------------------- |
| —    | GK     | 콜롬비아 | 데비스 바스케스 (→ 엠폴리)         |
| —    | DF     |          | 피에르 칼룰루 (→ 유벤투스)         |
| —    | DF     |          | 마르코 펠레그리노 (→ 인데펜디엔테) |
| —    | MF     |          | 야신 아들리 (→ 피오렌티나)         |
| —    | MF     |          | 톰마소 포베가 (→ 볼로냐)           |

| 번호 | 포지션 | 국적     | 이름                           |
| ---- | ------ | -------- | ------------------------------ |
| —    | MF     |          | 알렉시스 살레마커르스 (→ 로마) |
| —    | FW     |          | 로렌초 콜롬보 (→ 엠폴리)       |
| —    | FW     | 세르비아 | 마르코 라제티치 (→ TSC)        |
| —    | FW     |          | 루카 로메로 (→ 알라베스)       |

### 영구 결번
참고: FIFA 자격 규정에 따라 소속된 국가대표팀 국기를 표시합니다. 선수는 복수의 FIFA 비회원국 국적을 가지고 있을 수 있습니다.
| 번호 | 포지션 | 국적 | 이름                      |
| ---- | ------ | ---- | ------------------------- |
| 3    | DF     |      | 파올로 말디니 (1985~2009) |
| 6    | DF     |      | 프란코 바레시 (1977~1997) |

### AC 밀란에서만 뛴 선수들
| 순서 | 이름                | 국적     | 포지션   | 경력                 | 출전경기수 | 골 |
| ---- | ------------------- | -------- | -------- | -------------------- | ---------- | -- |
| 1    | 알레산드로 스칼로니 | 이탈리아 | 미드필더 | 1909-1915, 1916-1921 | 124        | 2  |
| 2    | 체사레 로바티       | 이탈리아 | 미드필더 | 1911-1915, 1916–1922 | 104        | 6  |
| 3    | 피에트로 브론치니   | 이탈리아 | 미드필더 | 1919-1926            | 139        | 5  |
| 4    | 프란체스코 포미     | 이탈리아 | 수비수   | 1926-1933            | 224        | 1  |
| 5    | 프란체스코 자가티   | 이탈리아 | 수비수   | 1952-1962            | 214        | 1  |
| 6    | 프란코 바레시       | 이탈리아 | 수비수   | 1978-1997            | 532        | 16 |
| 7    | 파올로 말디니       | 이탈리아 | 수비수   | 1984-2009            | 647        | 29 |

## 코칭 스태프
2023년 11월 기준
| 직위          | 이름            |
| ------------- | --------------- |
| 감독          | 스테파노 피올리 |
| 수석코치      |                 |
| 골키퍼 코치   |                 |
| 기술 지원관   |                 |
| 피트니스 코치 |                 |

## 역대 회장
| 이름                                          | 년도      |
| --------------------------------------------- | --------- |
| 알프레드 에드워드                             | 1899–1909 |
| 지에니노 켐페리오                             | 1909      |
| 피에로 피렐리                                 | 1909–1928 |
| 루이지 라바스코                               | 1928–1930 |
| 마리오 베나초리                               | 1930-1933 |
| 루이지 라바스코                               | 1933–1935 |
| 피에트로 아노니 가이노 로렌치니 리노 반다메리 | 1935–1936 |
| 에밀리오 콜롬보                               | 1936-1939 |
| 아킬레 인베니치                               | 1939-1940 |

| 이름                | 년도      |
| ------------------- | --------- |
| 움베르토 트라바토니 | 1940–1944 |
| 안토니오 부시니     | 1944–1945 |
| 움베르토 트라바토니 | 1945–1954 |
| 안드레아 리초니     | 1954–1963 |
| 펠리체 리바         | 1963–1965 |
| 페데리코 솔딜로     | 1965–1966 |
| 프랑코 카라로       | 1967–1971 |
| 페데리코 솔딜로     | 1971-1972 |
| 알비노 부티치       | 1972-1975 |
| 브루토 파디         | 1975-1976 |
| 비토리오 두이나     | 1975-1976 |

| 이름                | 년도      |
| ------------------- | --------- |
| 펠리체 콜롬보       | 1977-1980 |
| 가에타노 모라초니   | 1980-1982 |
| 주세페 파리나       | 1982-1986 |
| 로사리오 로 베르데  | 1986      |
| 실비오 베를루스코니 | 1986-2004 |
| 자문위원회          | 2004-2006 |
| 실비오 베를루스코니 | 2006-2008 |
| 자문위원회          | 2008-2012 |
| 실비오 베를루스코니 | 2012-2017 |
| 리용홍              | 2017-2018 |
| 파올로 스카로니     | 2018-     |

## 역대 감독
| 이름                        | 국적                | 연도      |
| --------------------------- | ------------------- | --------- |
| 허버트 킬핀                 | 잉글랜드            | 1900-1908 |
| 다니엘레 안젤로니           | 이탈리아            | 1906-1907 |
| 기술 위원회                 | 이탈리아            | 1907-1910 |
| 지오바니 캄페리오           | 이탈리아            | 1910-1911 |
| 기술 위원회                 | 이탈리아            | 1911-1914 |
| 구이도 모다                 | 이탈리아            | 1915-1922 |
| 페르디 오펜하임             | 오스트리아          | 1922-1924 |
| 비토리오 포초               | 이탈리아            | 1924-1926 |
| 구이도 모다                 | 이탈리아            | 1926      |
| 허버트 버제스               | 잉글랜드            | 1926-1928 |
| 엔젤버트 코닉               | 오스트리아          | 1928-1931 |
| 조제프 바나스               | 헝가리              | 1931-1933 |
| 조제프 바이오디아           | 헝가리              | 1933-1934 |
| 아돌포 발론치에리           | 이탈리아            | 1934-1937 |
| 윌리엄 갈버트               | 잉글랜드            | 1937      |
| 헤르만 펠스너 조제프 바나스 | 오스트리아 · 헝가리 | 1937-1938 |
| 조제프 바이오디아           | 헝가리              | 1938-1940 |
| 구이도 아라 안토니오 부시니 | 이탈리아            | 1940-1941 |
| 마리오 마그노치             | 이탈리아            | 1941-1943 |
| 주세페 산타고스티노         | 이탈리아            | 1943-1945 |
| 아돌포 발론치에리           | 이탈리아            | 1945-1946 |
| 주세페 빅오그노             | 이탈리아            | 1946-1949 |
| 레이오스 스제츨레르         | 헝가리              | 1949-1952 |
| 군나르 그렌                 | 스웨덴              | 1952      |
| 마리오 스페로네             | 이탈리아            | 1952-1953 |
| 비엘라 가트만               | 헝가리              | 1953-1954 |
| 안토니오 부시니             | 이탈리아            | 1954      |
| 엑토르 푸리첼리             | 우루과이            | 1954-1956 |
| 주세페 비아니               | 이탈리아            | 1957-1960 |
| 파올로 토데스키니           | 이탈리아            | 1960-1961 |
| 네레오 로코                 | 이탈리아            | 1961-1963 |
| 루이스 칸길라               | 아르헨티나          | 1963-1964 |
| 닐스 리에드홀름             | 스웨덴              | 1964-1966 |
| 지오바니 카토조             | 이탈리아            | 1966      |
| 아투로 실베스트리           | 이탈리아            | 1966-1967 |

| 이름                           | 국적                | 연도      |
| ------------------------------ | ------------------- | --------- |
| 네레오 로코                    | 이탈리아            | 1967-1972 |
| 체사레 말디니                  | 이탈리아            | 1973-1974 |
| 조반니 트라파토니              | 이탈리아            | 1974      |
| 구스타보 지아노니              | 이탈리아            | 1974-1975 |
| 네레오 로코                    | 이탈리아            | 1975      |
| 파올로 바리손                  | 이탈리아            | 1975-1976 |
| 조반니 트라파토니              | 이탈리아            | 1976      |
| 주세페 마키오로                | 이탈리아            | 1976-1977 |
| 네레오 로코                    | 이탈리아            | 1977      |
| 닐스 리에트홀름                | 스웨덴              | 1984-1987 |
| 파비오 카펠로                  | 이탈리아            | 1987      |
| 아리고 사키                    | 이탈리아            | 1987-1991 |
| 파비오 카펠로                  | 이탈리아            | 1991-1996 |
| 오스카르 타바레스              | 우루과이            | 1996      |
| 조르조 모리니                  | 이탈리아            | 1996-1997 |
| 아리고 사키                    | 이탈리아            | 1997      |
| 파비오 카펠로                  | 이탈리아            | 1997-1998 |
| 알베르토 자케로니              | 이탈리아            | 1998-2001 |
| 체사레 말디니 마우로 타소티    | 이탈리아            | 2001      |
| 파티흐 테림 안토니오 디 젠나로 | 튀르키예 · 이탈리아 | 2001      |
| 카를로 안첼로티                | 이탈리아            | 2001-2009 |
| 레오나르두 아라우주            | 브라질              | 2009-2010 |
| 마시밀리아노 알레그리          | 이탈리아            | 2010-2014 |
| 클라렌서 세이도르프            | 네덜란드            | 2014      |
| 필리포 인자기                  | 이탈리아            | 2014-2015 |
| 시니사 미하일로비치            | 세르비아            | 2015-2016 |
| 크리스티안 브로키              | 이탈리아            | 2016      |
| 빈센초 몬텔라                  | 이탈리아            | 2016-2017 |
| 젠나로 가투소                  | 이탈리아            | 2017-2019 |
| 마르코 잠파올로                | 이탈리아            | 2019      |
| 스테파노 피올리                | 이탈리아            | 2019-2024 |
| 파울로 폰세카                  | 포르투갈            | 2024      |
| 세르지우 콘세이상              | 포르투갈            | 2024-     |

## 수상 기록

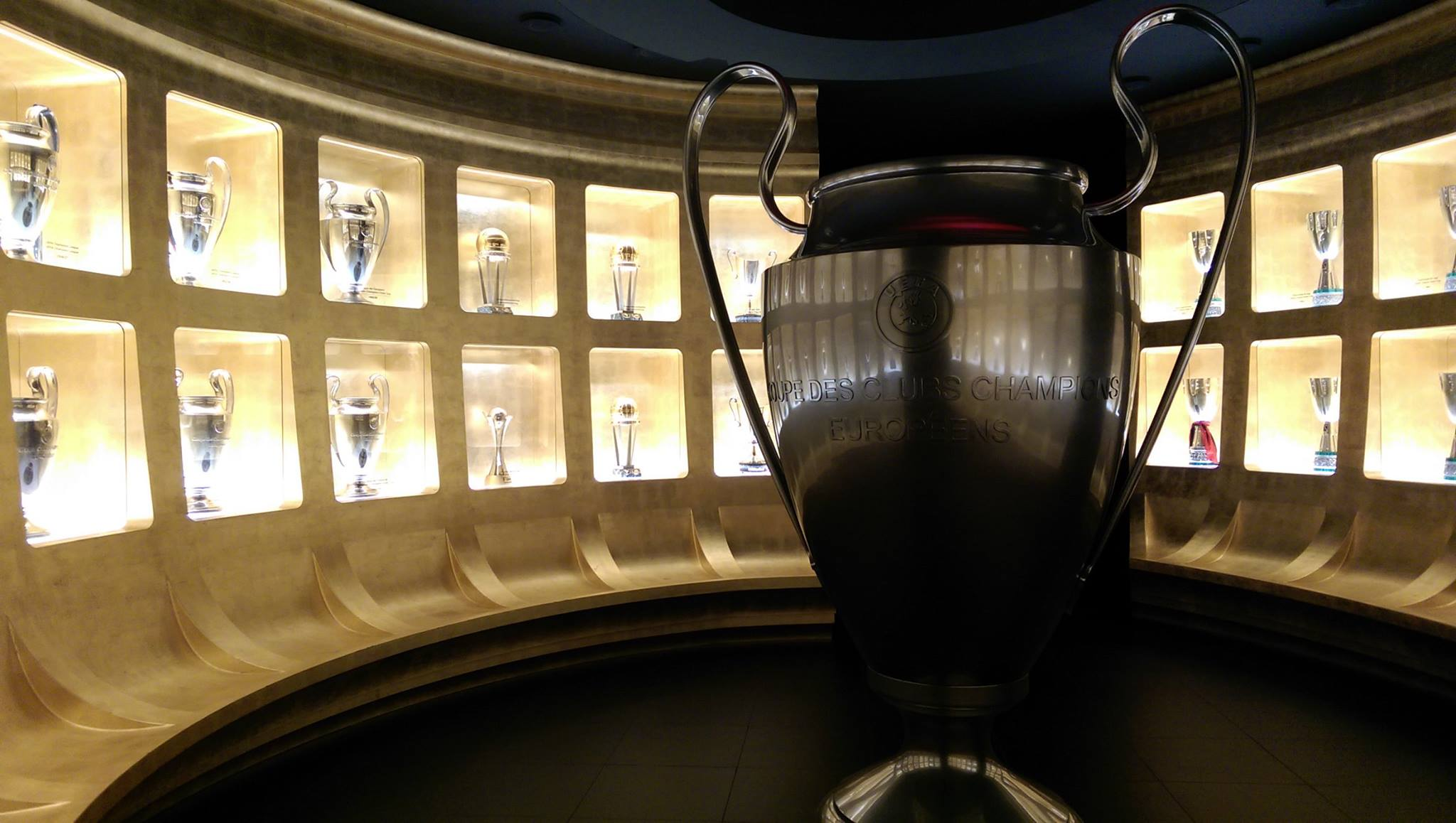
AC 밀란의 트로피를 전시하고 있는 몬도 밀란(Mondo Milan, 밀란 세상) 박물관

### 국내 대회
- 이탈리아 챔피언: 19회

1901, 1906, 1907, 1950-51, 1954-55, 1956-57, 1958-59, 1961-62, 1967-68, 1978-79 
1987-88, 1991-92, 1992-93, 1993-94, 1995-96, 1998-99, 2003-04, 2010-11, 2021-22
- 코파 이탈리아: 5회

1966-67, 1971-72, 1972-73, 1976-77, 2002-03
- 수페르코파 이탈리아나: 8회

1988, 1992, 1993, 1994, 2004, 2011, 2016, 2024
- 세리에 B 이탈리아 챔피언: 2회

1980-81, 1982-83

### 국제 대회
- 유러피언컵/UEFA 챔피언스리그: 7회

1962-63, 1968-69, 1988-89, 1989-90, 1993-94, 2002-03, 2006-07
- 유러피언컵위너스컵: 2회

1967-68, 1972-73
- UEFA 슈퍼컵: 5회

1989, 1990, 1994, 2003, 2007
- 인터콘티넨털컵: 3회

1969, 1989, 1990
- 클럽 월드컵: 1회

2007
- 코파 라티나: 2회

1951, 1956
- 미트로파컵: 1회

1981-82

### 훈장
- 체육 훈장 금성장 - 1970년 7월 로마
- 체육 훈장 황금장 - 2008년 3월 7일 로마

## 기록 및 통계

### 대회 기록
| 등급 | 리그                  | 참가 횟수 | 데뷔 시즌 | 마지막 시즌 | 총계  |
| ---- | --------------------- | --------- | --------- | ----------- | ----- |
| 1부  | 캄피오나토 이탈리아노 | 4회       | 1900      | 1903        | 114회 |
| 1부  | 프리마 카테고리아     | 10회      | 1904      | 1920-21     | 114회 |
| 1부  | 프리마 디비시오네     | 5회       | 1921-22   | 1925-26     | 114회 |
| 1부  | 디비시오네 나치오날레 | 4회       | 1926-27   | 1945-46     | 114회 |
| 1부  | 세리에 A              | 91회      | 1929-30   | 2024-25     | 114회 |
| 2부  | 세리에 B              | 2회       | 1980-81   | 1982-83     | 2회   |

세리에 A
밀란은 최상위 리그에 114회 참가했으며, 그 중 세리에 A에 91회 참가하여, 총 46회 메달권에 들었다:
- 16회 우승 (1950-51, 1954-55, 1956-57, 1958-59, 1961-62, 1967-68, 1978-79, 1987-88, 1991-92, 1992-93, 1993-94, 1995-96, 1998-99, 2003-04, 2010-11, 2021-22)
- 16회 준우승 (1947-48, 1949-50, 1951-52, 1955-56, 1960-61, 1964-65, 1968-69, 1970-71, 1971-72, 1972-73, 1989-90, 1990-91, 2004-05, 2011-12, 2020-21, 2023-24)
- 15회 3위 (1940-41, 1948-49, 1952-53, 1953-54, 1959-60, 1962-63, 1963-64, 1975-76, 1988-89, 1999-00, 2002-03, 2005-06, 2008-09, 2009-10, 2012-13)

세리에 A 이전 최상위리그
- 3회 우승 (1901, 1906, 1907)
- 1회 준우승 (1902)
- 1회 3위 (1945-46)

코파 이탈리아
밀란은 코파 이탈리아에 총 75회 참가하여 결승 라운드에 2번, 결승전에 12번 진출했다:
- 5회 우승 (1967, 1972, 1973, 1977, 2003)
- 9회 준우승 (1942, 1968, 1971, 1975, 1985, 1990, 1998, 2016, 2018)

수페르코파 이탈리아나
밀란은 수페르코파 이탈리아나에 총 13회 참가했다:
- 8회 우승 (1988, 1992, 1993, 1994, 2004, 2011, 2016, 2024)
- 5회 준우승 (1996, 1999, 2003, 2018, 2022)

세리에 B
밀란은 세리에 B에 총 2회 참가하여 2번 승격을 이뤘다:
- 2회 우승 (1980-81, 1982-83)

## 같이 보기
- 유럽 클럽 협회
- 왕조 (스포츠)